# اليوم العالمي للعلاج الطبيعي
اليوم العالمي للعلاج الطبيعي هو يومٌ عالميٌ مخصصٌ للاحتفال بالعلاج الطبيعي، ويهدف لزيادة الوعي بالمساهمة الجوهرية التي يقدمها أخصائيو العلاج الطبيعي للمجتمع، مما يُمكّن الناس من الحركة والصحة والاستقلالية. يُحتفل بهذا اليوم في 8 سبتمبر من كل عام. أُطلق هذا اليوم عام 1996، وتروج له الجمعية العالمية للعلاج الطبيعي [الإنجليزية].